# Stefan Kunicki (zm. 1766)
Stefan Kunicki herbu Bończa (ur. w (?),  zm. w 1766 roku) – kasztelan chełmski od 1760 roku, stolnik krasnostawski w latach 1752–1760, podstoli chełmski w latach 1746–1752.
7 maja 1764 roku podpisał manifest, uznający odbywający się w obecności wojsk rosyjskich sejm konwokacyjny za nielegalny.